# Mamute Lyuba

Lyuba (em russo:  Люба) é um filhote fêmea de mamute-lanoso (Mammuthus primigenius) que morreu há aproximadamente 41.800 anos atrás com 30 a 35 dias de idade. Ela é de longe a múmia mamute mais bem preservada do mundo, superando Dima, uma múmia mamute macho que havia sido, até então, o espécime mais conhecido.

## Descoberta
Lyuba foi descoberta em maio de 2007 por um criador e caçador de renas de Nenets, Yuri Khudi e seus três filhos, na península ártica de Yamal, na Rússia. Khudi reconheceu que Lyuba era uma carcaça de mamute e que era uma descoberta importante, mas recusou-se a tocá-la porque as crenças de Nenets associadas ao toque de mamute permanecem com maus presságios. Khudi viajou para uma pequena cidade a 150 milhas de distância para consultar seu amigo, Kirill Serotetto, sobre como proceder. Eles notificaram o diretor do museu local sobre a descoberta, que organizou as autoridades para levar Serotetto e Khudi de volta ao local da descoberta no rio Yuribey. No entanto, eles descobriram que os restos de Lyuba haviam desaparecido. Suspeitando que os especuladores possam ter levado o mamute, Khudi e Serotetto dirigiram um snowmobile para um assentamento próximo, Novy Port. Lá eles descobriram a carcaça de Lyuba exibida fora de uma loja local. Acontece que o dono da loja comprou o corpo do primo de Khudi, que o removeu de sua localização original, em troca de duas motos de neve. O corpo de Lyuba sofreu pequenos danos no processo, com cães mastigando sua orelha direita e uma parte de sua cauda, mas permanecendo praticamente intacto. Com a ajuda da polícia, Khudi e Serotetto recuperaram o corpo e o transportaram de helicóptero para o Museu Shemanovsky em Salekhard. Em gratidão pelo papel de Khudi, os funcionários do museu chamaram o bezerro gigantesco de "Lyuba", uma forma diminuta do nome Lyubov' (Любовь, que significa "Amor"), em homenagem ao primeiro nome da esposa de Khudi.

## Estudo subsequente
O bezerro mumificado pesava 50 kg, tinha 85 centímetros de altura e media 130 centímetros do tronco à cauda, aproximadamente do mesmo tamanho que um cachorro de grande porte. Estudos com os dentes indicam que ele nasceu na primavera após uma gestação de comprimento semelhante à de um elefante moderno.
No momento da descoberta, o bezerro estava notavelmente bem preservado; seus olhos e tronco estavam intactos e um pouco de pele permaneceu em seu corpo. Os órgãos e a pele de Lyuba estão em perfeitas condições. A mamute foi transferido para a Faculdade de Medicina da Universidade Jikei, no Japão, para estudos adicionais, incluindo tomografias computadorizadas. Varreduras adicionais foram realizadas no Instituto de Saúde GE em Waukesha, Wisconsin e no Laboratório de Avaliação Não Destrutiva da Ford Motor Company em Livonia, Michigan. Acredita-se que Lyuba tenha sufocado inalando a lama enquanto ela lutava enquanto se atolava na lama profunda no leito de um rio que seu rebanho estava atravessando. A idade estimada do mamute no momento de sua morte é de três anos. Após a morte, seu corpo pode ter sido colonizado por bactérias produtoras de ácido lático, que a conservaram, preservando o mamute em um estado quase intocado. Sua pele e órgãos estão intactos e os cientistas conseguiram identificar o leite da mãe no estômago e a matéria fecal no intestino. A matéria fecal pode ter sido consumida por Lyuba para promover o desenvolvimento da assembleia microbiana intestinal necessária para a digestão da vegetação. Lyuba parece ter sido saudável até o momento de sua morte. Ao examinar os dentes de Lyuba, os pesquisadores esperam ter uma ideia do que causou a extinção de mamíferos da Era do Gelo, incluindo os mamutes, entre 4500 e 4000 anos atrás. A tomografia computadorizada de Lyuba forneceu novas informações e indica que o mamute morreu quando inalou lama e engasgou até a morte.
A residência permanente de Lyuba é o Museu Shemanovskiy e o Centro de Exposições em Salekhard, Rússia.
Lyuba foi o tema de um documentário de 2009 Waking the Baby Mammoth pelo National Geographic Channel e de um livro infantil de 2011 de Christopher Sloan, Baby Mammoth Mummy: Frozen in Time: a jornada de um animal pré-histórico no século XXI.